# Yingkiong
Yingkiong è un villaggio dell'India capoluogo del distretto dell'Alto Siang nello stato federato dell'Arunachal Pradesh.

## Geografia fisica
Il villaggio è situato a 28° 36' 37 N e 95° 02' 51 E

## Società

### Evoluzione demografica
Al censimento del 2011 la popolazione di Yingkiong assommava a 6 540 persone, delle quali 3.364 maschi e 3,176 femmine.